# Lacera vinacea
Lacera vinacea är en fjärilsart som beskrevs av Holloway 1979. Lacera vinacea ingår i släktet Lacera och familjen nattflyn. Inga underarter finns listade i Catalogue of Life.